# François de Lopès de Montdevergues
François Lopès, marquis de Montdevergues est un marin et administrateur colonial français. Il dirigea une escadre jusque dans le sud-ouest de l'océan Indien dans les années 1660 puis joua un rôle important dans l'histoire de la colonie de Fort-Dauphin et du peuplement de Bourbon.